# La Dernière Invention d'Homer
La Dernière Invention d'Homer (The Wizard of Evergreen Terrace) est le deuxième épisode de la 10e saison de la série télévisée animée Les Simpson.

## Synopsis

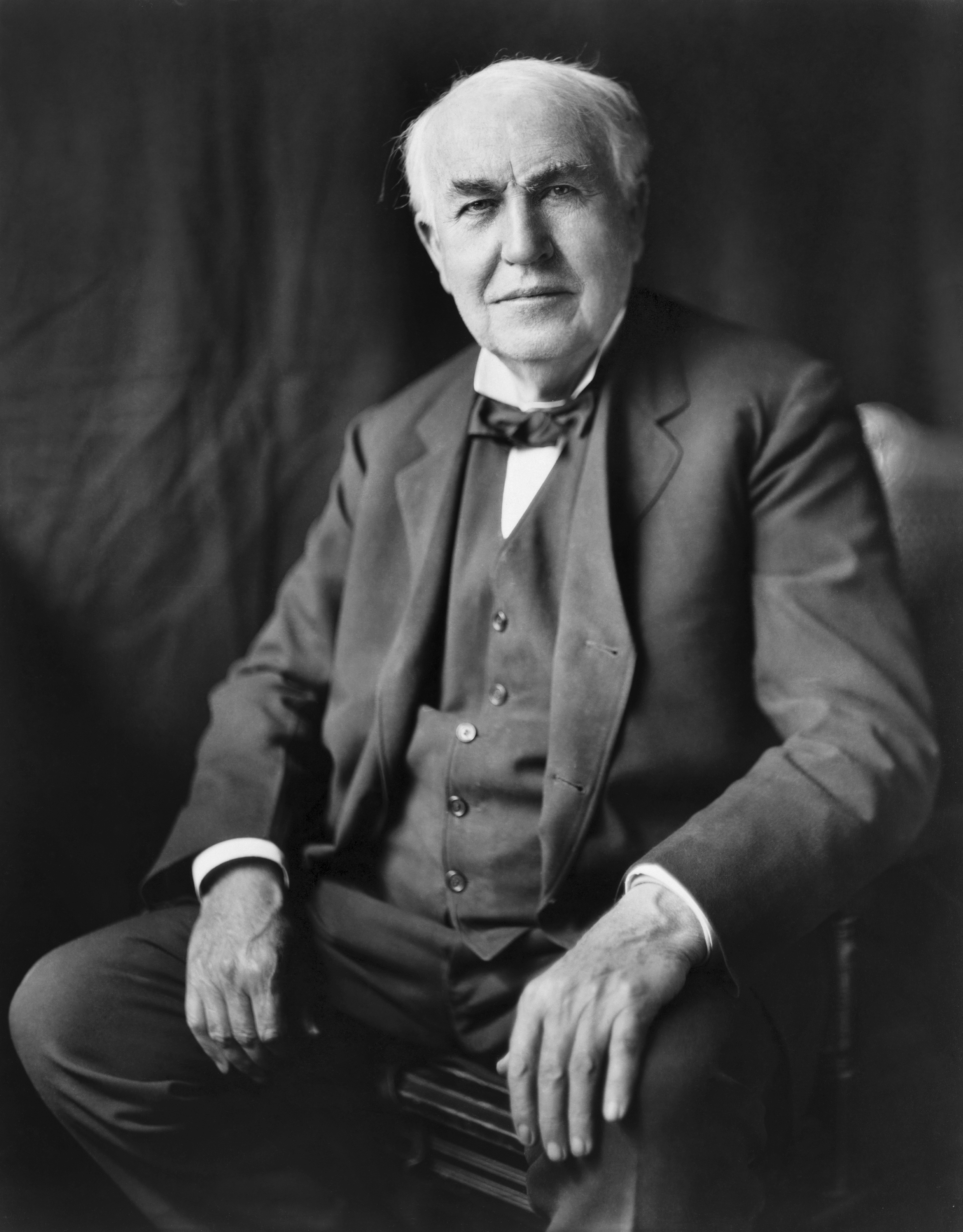
Portrait de Thomas Edison

Homer entend à la radio que l'espérance de vie moyenne d'un Américain est de 76,2 ans ; il se rend compte, à 38,1 ans, qu'il est à la moitié de sa vie. Il vient de se rendre compte qu'il a perdu la moitié de sa vie. Il devient complètement déprimé; il n'a rien accompli d'important. Pour le rassurer, Marge, Bart, Lisa et Grand-père lui ont fait une soirée spéciale pour se remémorer des moments importants de la vie d'Homer : quand il a voyagé dans l'espace, quand il a failli devenir champion de boxe poids lourd et ses enfants. Dans le film relatant ses exploits, KITT de la série K 2000 apparaît pour l'inviter à un événement spécial, mais la pellicule brûle.
Lisa lui parle de Thomas Edison et de ses nombreuses inventions. Homer, intrigué, va faire des recherches sur le célèbre inventeur à la bibliothèque. Il est rapidement fasciné par ce personnage et ses nombreuses inventions. Cela tourne à l'obsession et Thomas Edison devient bien vite le sujet principal de ses conversations peu importe où il est, même à la Taverne chez Moe. Homer décide de ne plus seulement parler de Thomas Edison ; il décide de lâcher son travail à la Centrale et suivre ses traces afin de donner un second souffle à sa vie.
Homer se met donc au travail pour trouver une invention. Il y est arrivé difficilement. Il va voir le Professeur Frink pour qu'il lui donne des conseils sur la création d'inventions. Après plusieurs heures de travail, Homer présente à la famille le fruit de son travail : le « marteau électrique tous usages », mais difficile à contrôler, l'alarme « Tout est correct », le « fusil à maquillage » et la « Lazy-Toilette » inclinable qui permet de faire ses besoins tout en restant dans le salon à regarder la télévision. Ces inventions se révèlent de piètre qualité.
Au moment du repas, la famille découvre une autre invention de Homer : des pattes additionnelles sur une chaise pour éviter de tomber lorsque l'on se balance nonchalamment sur la chaise. Homer se rend compte que, sans le vouloir, son invention était en fait calquée d'une invention inconnue de Thomas Edison présente sur une affiche du musée Edison. Il se rend donc au Musée Edison avec Bart et son « marteau électrique tous usages » pour détruire cette invention. Dans le musée, il remarque un tableau de comparaison semblable entre lui et Edison au Musée. Au fil et à mesure de ses créations, Thomas Edison se comparait avec son idole Léonard de Vinci. Homer ressent une vague de sympathie par rapport à Edison : ils ont tous deux en commun d'avoir vécu dans l'ombre d'un autre inventeur. Il décide finalement de laisser l'invention intacte et de partir.
Le soir, à la télévision, aux nouvelles de Kent Brockman, l'information fait la une : on a découvert l'invention de Thomas Edison, la chaise avec des pattes supplémentaires et également le « marteau électrique tous usages », qu'Homer a oublié au musée. Le crédit de l'invention du marteau électrique est donc attribué à Thomas Edison, faute de témoins…

## Invité
- William Daniels donne sa voix à KITT dans la version originale.